# هارون فوسيل
هارون فوسيل هو مدرس وسياسي أمريكي، ولد في 5 يوليو 1924، وتوفي في 7 يوليو 2014. نشط حزبياً في الحزب الديمقراطي. وقد انتخب عضو مجلس نواب كارولينا الشمالية ‏.